# XXIII. Armeekorps (Wehrmacht)
Das Generalkommando XXIII. (23. Armeekorps) wurde 1939 im Wehrkreis VI (Münster) aufgestellt. Nach dem Einsatz im Westfeldzug und an der Kanalküste wurde es im Juni 1941 nach Ostpreußen verlegt, dann kurzzeitig im Nordabschnitt und ab August 1941 im Mittelabschnitt der Ostfront eingesetzt. 1945 nahm es zunächst bei der Heeresgruppe Weichsel und am Schluss beim AOK Ostpreußen an den Abwehrkämpfen in Westpreußen teil.

## Geschichte

### Aufstellung
Das am 24. November 1938 gebildete Generalkommando wurde beiderseits der Mosel im Raum Trier konzentriert und am 1. März 1939 zum Generalkommando der Grenztruppen Eifel umbenannt. Am 26. August 1939 im Rahmen der 5. Armee mobilisiert waren dem Kommando die 26., 86. und 227. Infanteriedivision unterstellt. Während des Sitzkrieges wurde das Kommando ab Mitte November 1939 in XXIII. Armeekorps umbenannt und im Dezember 1939 der 16. Armee unterstellt.

### 1940
Zu Beginn des Westfeldzuges waren dem Korps die 34., 73., 76. und 58. Infanterie-Division zugeteilt und besetzte zusammen mit dem rechts vorgehenden XIII. Armeekorps Luxemburg. Im folgenden Stellungskrieg gegenüber dem französischen XXXXII. Korps im Raum gegenüber Diedenhofen stehend, wurden das Korps durch das Höhere Kommando XXXI (161., 162. und 183. Infanterie-Division) abgelöst. Darauf wurde das Korps der in der westlichen Champagne eingesetzten 12. Armee zugeführt und zwischen dem XIII. und XVII. Armeekorps im Raum Rethel an der Aisne-Front etabliert. In der zweiten Angriffsphase „Fall Rot“ waren dem angreifenden Kommando die 73. und 86. sowie die 82. Infanterie-Division unterstellt. Nach dem Durchbruch des XXXXI. Armeekorps (mot.) durch die Weygand-Linie erreichte das XXIII. A.K. Mitte Juni den Raum Bar-le-Duc. Beim weiteren Vormarsch nach Süden erreichte die zugewiesene 73. und 82. ID bis zum Waffenstillstand (20. Juni) den Raum Dijon, die Saône wurde noch im Raum Dole überschritten. Nach dem im Juli 1940 erfolgten Einsatz bei der 9. Armee an der Kanalküste blieb das Korps bis zur Aufstellung der 15. Armee als Besatzungstruppe in den Niederlanden.

### 1941
Im Juni 1941 verlegte das Korps nach Ostpreußen und wurde mit der 251. und 254. Infanterie-Division der Heeresgruppe Nord als Reserve zugeteilt. Ende Juni wurde das Korps in den Raum Wilna vorgezogen und die 86., 206. und 253. Infanterie-Division zugeordnet. Mitte Juli wechselte das Korps auf das Nordufer der Düna und unterstützte die Panzergruppe 3 von Norden her beim Angriff auf Polozk. Am 23. Juli erreichte das XXIII. Korps unter General der Infanterie Schubert mit der unterstellten 102. und 256. ID. den Raum östlich Nasimowa. Am 19. Juli näherte sich das Kommando der Stadt Newel von Südwesten und verengte zusammen mit dem LVII. Armeekorps den dortigen Kessel. Der weitere Vormarsch erfolgte Anfang August in den Raum östlich von Welikije Luki, zugeteilt waren neben der 86. die 206. und 110. Infanterie-Division des VI. Armeekorps. Bei den dortigen Kämpfen wurde dem Kommando am linken Flügel zusätzlich die 251. und 253. Infanterie-Division zugeteilt. Am 24. August verengte das Korps zusammen mit dem XXXX. Armeekorps (mot.) (102. und 256. Infanterie-Division) den Kessel bei Welikije Luki. Im September 1941 wurde der Raum um Toropez besetzt. Anfang Oktober waren dem Kommando von Nord nach Süd die 251., 102., 256 und 251. Infanterie-Division zugeordnet um am Unternehmen Taifun teilzunehmen. Das XXIII. Korps ging in Richtung Ostaschkow zum Seligersee vor, gegenüber stand die sowjetische 22. Armee. Am linken Flügel unterstützte diesem Vorgehen die 123. Division des II. Armeekorps (16. Armee), am rechten Flügel das VI. Armeekorps mit der 110. Division. Am 14. Dezember 1941 setzte aus dem Raum Ostaschkow und Torschok die Gegenoffensive der sowjetischen 4. Stoß-, der 22. und 29. Armee ein. Am 22. Dezember durchbrach die sowjetische 39. Armee westlich von Rshew die Verteidigungslinien der 256. Infanterie-Division, der Frontpfeiler Rshew wurde gehalten. Dem XXIII. Armeekorps, zu dessen Verband die 102., 206., 251., 253. und 256. ID. gehörten, wurde jeglicher Rückzug untersagt, um zusammen mit dem VI. Armeekorps den südlichen Wolga-Frontbogen zu halten. Am 31. Dezember 1941 brach der Frontabschnitt der 256. und 206. Infanterie-Division aufgrund des erhöhten sowjetischen Drucks zusammen.

### 1942
Seit dem 9. Januar 1942 lief ein weiterer russische Großangriff aus dem Raum Ostaschkow gegen den linken Flügel des abgeschnittenen XXIII. Armeekorps, das nach Süden zurückgedrängt wurde. Am 4. Januar erreichte die Rote Armee den Durchbruch an der neuen Hauptkampflinie der 9. Armee, indem eine bis zu 20 Kilometer breite Lücke zwischen dem VI. und XXIII. Armeekorps aufgerissen wurde. Der linke Flügel der 9. Armee wurde durchbrochen und das XXIII. Armeekorps zeitweilig vollkommen abgeschnitten. Dem XXIII. Armeekorps gelang am 22. Januar mit der 206. ID., SS-Kavallerie-Brigade Fegelein und Sturmgeschützabteilung 189 der Durchbruch und die Wiedervereinigung mit dem VI. Armeekorps. Am 4. Februar gelang es zudem der 86. Division, die Schlüsselposition in Ossuikoje zu sichern. Mitte Februar waren dem Korps die 102., 206. und 253. Infanterie-Division unterstellt. Während der Operation Mars (November 1942) stand das Korps an der nordwestlichen Front des Rshewer Frontbogens der Offensive der Kalinin-Front (sowjetische 22. und 41. Armee) im Raum Belyi gegenüber. Von Nord nach Süd verteidigten folgenden Divisionen: 206., 253., 86. die 246. Infanterie-Division sowie Teile der 9. Panzer-Division. Rechts im Anschluss fungierte jetzt das XXVII. Armeekorps, links das XXXXI. Panzerkorps als Nachbar.

### 1943
Anfang März erfolgte mit dem Unternehmen Büffelbewegung der Rückzug aus den Frontbogen von Rshew. Das XXIII. Korps zog in der ersten Etappe die 253. und 251. ID auf die Lutschessa zurück, wo die 110. und 206. ID. eine Auffangstellung errichtet hatten. In der zweiten Etappe gab die 246. Division die Stadt Belyi auf. Im Mai wurde das gesamte Generalkommando in den Frontbogen von Orel verlegt und der dort führenden 2. Panzerarmee unterstellt. Während des Unternehmen Zitadelle (ab 7. Juli 1943) waren dem Korps im Rahmen der 9. Armee die 78., 216., 383. und die Masse der 36. Infanterie-Division unterstellt. Der Kommandierende General Frießner deckte die linke Flanke des XXXXI. Panzerkorps durch Angriffe gegen die sowjetische 27. Armee in Richtung auf Maloarchangelsk. Am 18. August waren dem Korps während der Rückzugskämpfe aus dem Orjoler Frontbogen auf Djatkowo im Raum nördlich von Brjansk an der Bolwa die 95., 134. und 183. Infanterie-Division zugeteilt. Nach Beginn der sowjetischen Operation Suworow erfolgte der Rückzug nach Mogilew zum Dnjepr-Abschnitt.

### 1944
Im Januar 1944 wurde das Korps im Raum Schlobin der 2. Armee unterstellt und übernahm die Führung der 253. und 296. Infanterie-Division. Infolge der Operation Bagration (ab 22. Juni 1944) brach die deutsche 9. Armee im Raum Bobruisk zusammen. Das XXIII. Korps war bei dieser Katastrophe am rechten Flügel der 2. Armee, im Raum südlich von Luninez am Pripjet eingesetzt, unterstellt waren die 7. Infanterie- und die 203. Sicherungs-Division. Zwischen 13. und 19. Juli erfolgte der Rückzug des Korps aus dem Frontvorsprung von Pinsk. Am 23. Juli erkämpfte sich das XXIII. AK. im Norden von Brest Litowsk (das durch das XX. AK. verteidigt wurde) den Rückzug am nördlichen Bug, der im Raum Drohiczyn durch einen sowjetischen Durchbruch zum Fluss bereits abgeschnitten war. Am 27. Juli brach eine neue Verteidigungslinie der 7. und 102. Infanterie-Division zwischen Kostyn und dem Bug vor dem Ansturm der sowjetische 28. Armee und der Kavalleriegruppe Plijew zusammen. Der Rückzugskampf endete im September 1944 im Raum nördlich von Warschau am Narew-Abschnitt im Raum Pultusk, wo gegenüber der sowjetischen 65. Armee die Front stabilisiert wurde. Mitte September 1944 waren dem Korps die 541. Volksgrenadier-, die 211. und 292. Infanterie- und die 6. Panzer-Division unterstellt.

### 1945
Mitte Januar 1945 nahm das Korps am Südflügel der Heeresgruppe Mitte an der Schlacht um Ostpreußen teil, unterstellt waren die 7. und 299. Infanterie- und die 5. Jäger-Division. Der Zusammenbruch der deutschen 3. Panzerarmee im Raum Gumbinnen zwang die 4. und 2. Armee am 16. Januar zur Aufgabe der noch gehaltenen Front am Narew. Am 17. Januar fielen Ciechanow und Przasnysz und am 18. Januar Mława in sowjetische Hände. Das AOK 2 wurde zusammen mit dem XXIII. und XXVII. Armeekorps zur Verteidigung von Westpreußen an die untere Weichsel-Front verlegt. Vor Beginn der Schlacht um Ostpommern musste das Korps den östlichen Brückenkopf bei Marienwerder räumen und über Dirschau nach Norden zurückgehen. Bei diesen Kämpfen waren die 23., 83., 252. Infanterie- und die 337. Volksgrenadier-Division unterstellt. Die an der Grenze Westpreußens abgeschnittene 83. Infanterie-Division begann am 17. Februar den Ausbruch aus dem Kessel von Graudenz, dabei wurde das Grenadier-Regiment 257 völlig vernichtet.
Bis Anfang April 1945 dem Armeeoberkommando Ostpreußen unterstellt, wurde das Korps bei den Abwehrkämpfen gegen die 2. Weißrussische Front im Raum Danzig vernichtet. Zum Schluss waren dem Kommando die 23., 35. Infanterie- und die 542. Volksgrenadier-Division zugeteilt.

## Kommandierende Generale
- General der Infanterie Erich Raschick, Aufstellung – Oktober 1939
- General der Infanterie Albrecht Schubert, November 1939 – 25. Juli 1942
- General der Infanterie Carl Hilpert, 25. Juli 1942 – 19. Januar 1943
- General der Infanterie Johannes Frießner, 19. Januar 1943 – 7. Dezember 1943
- General der Panzertruppe Hans von Funck, 7. Dezember 1943 – 2. Februar 1944
- General der Pioniere Otto Tiemann, 2. Februar 1944 – 12. Oktober 1944
- General der Infanterie Walter Melzer, 12. Oktober 1944 – Mai 1945